# Пекинский университет языка и культуры
Пекинский университет языка и культуры (англ. Beijing Language and Culture University, BLCU, кит. упр. 北京语言大学, пиньинь Běijīng Yǔyán Dàxué), в просторечии известный на китайском языке как Юянь Сюэюань (кит. упр. 语言学院, пиньинь Yǔyán Xuéyuàn) ставит основную цель — обучение китайскому языку и культуре иностранных студентов. Тем не менее, он также принимает китайских студентов, специализирующихся на иностранных языках и других соответствующих предметах гуманитарных и социальных наук, и готовит учителей китайского языка как иностранного. Раньше это был единственный институт такого рода в Китае. После толчка к массовости высшего образования, начавшегося в 90-х годах, в настоящее время многие другие университеты почти в каждом крупном городе Китая предлагают аналогичную возможность. Таким образом, степени бакалавра, магистра или доктора наук в области «Преподавание китайского языка как второго для иностранцев», а также степени бакалавра и магистра по нескольким иностранным языкам теперь можно найти не только в BLCU.
Пекинский университет языка и культуры часто называют «Маленькой Организацией Объединённых Наций» в Китае из-за очень большого количества иностранных студентов из разных стран.
По состоянию на 2020 год Пекинский университет языка и культуры занял 5-е место в стране среди университетов, специализирующихся на преподавании языков и исследованиях, в недавнем выпуске широко признанного рейтинга лучших китайских университетов.

## История
В начале 1950-х годов, когда преподавание китайского языка как иностранного ещё находилось на начальном этапе, в этой работе активное участие принимало первое поколение преподавателей BLCU. В результате в июне 1962 года была создана первая высшая школа, специально ориентированная на иностранных студентов, «Высшая подготовительная школа для иностранных студентов». В 1964 году школа получила официальное название «Пекинский языковой институт» (кит. трад. 北京语言文化大学, пиньинь Běijīng yǔyán wénhuà dàxué). Его китайское название было сокращено в июле 2002 года до «Пекинский языковой университет» с одобрения Министерства образования, но английское название осталось без изменений. 6 сентября 2002 года состоялось празднование 40-летия BLCU, по поводу которого генеральный секретарь Цзян Цзэминь и вице-премьер Ли Ланьцин написали поздравительные письма, а председатель Постоянного комитета Всекитайского собрания народных представителей Ли Пэн написал слова поддержки. В 2011 году BLCU получил право присуждать докторские степени по иностранным языкам и литературе.

## Кампус

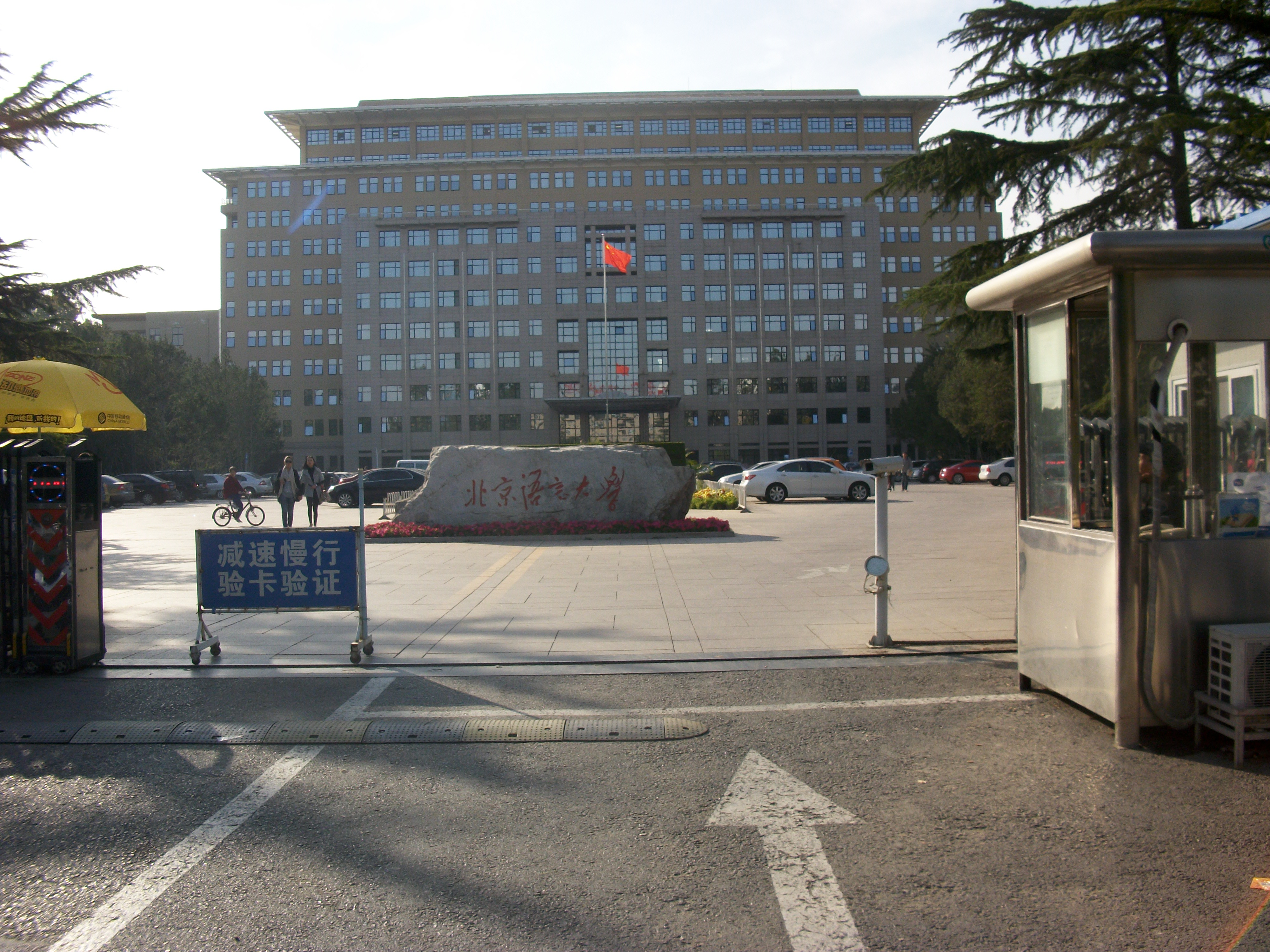
Восточные ворота Университета

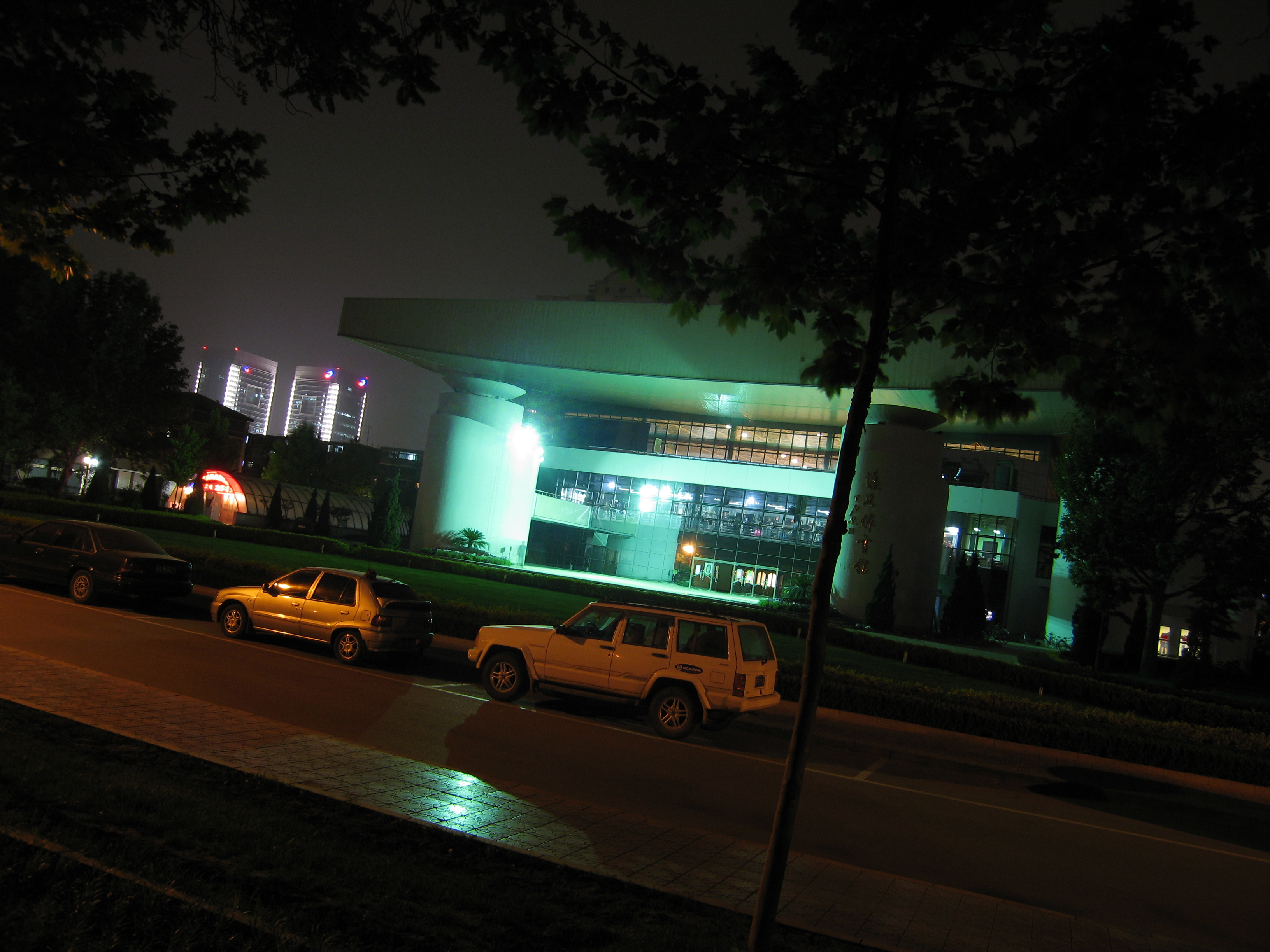
Кампус университета — физкультурный комплекс

Кампус BLCU расположен в районе Хайдянь в Пекине. Он занимает около 330 289 м², а общая площадь застройки составляет около 427 342 м². Большинство учебных помещений, включая главный корпус, библиотеку и тренажёрный зал, находятся в учебной зоне, также как и общежития для китайских студентов. Специальное общежитие для иностранных студентов — корпус 17, расположенный в жилой зоне с квартирами для персонала и семей. Некоторые продуктовые магазины можно найти как в учебных, так и в жилых помещениях, а самая большая рыночная зона Удаокоу находится рядом с северным выходом из жилой зоны.

## Известные преподаватели
- Вэйхэн Чен[англ.] — китайский лингвист, профессор
- Лян Сяошэн — китайский сценарист и писатель[6][7]
- Хуан Цзин[англ.] — китайско-американский политолог
- Валери Гросвенор Майер[англ.] — английская писательница, биограф и историк литературы

## Известные выпускники
- Чэнь Да — писатель
- Хонг Лэй[англ.] — дипломат
- Касым-Жомарт Токаев — Президент Казахстана и бывший Генеральный директор Отделения ООН в Женеве
- Карим Масимов — премьер-министр Казахстана (10 января 2007 — 24 сентября 2012 и 2 апреля 2014 — 8 сентября 2016)
- Мулату Тешоме — Президент Федеративной Демократической Республики Эфиопия (7 октября 2013 — 25 октября 2018)
- Аквафина — американская певица и актриса[8].